# Raseiniai

Brasão de armas de Raseiniai.

Raseiniai (pronunciaçãoⓘ) é uma cidade da Lituânia. Está localizada no sudeste Samogícia, uns 5 km ao norte da rodovia Kaunas–Klaipėda.

## Cidades-irmãs
- Lubartów, Polônia